# 叶
Pour les articles homonymes, voir Yè.
叶 est un sinogramme composé de 5 traits, signifiant feuille et utilisé en chinois, coréen et japonais. Il est fondé sur 口 (bouche) et 十 (dix).
En chinois, ce hànzì se lit yè, selon la romanisation en hanyu pinyin. Il s'agit de la forme simplifiée du sinogramme traditionnel 葉.
Son caractère Unicode est 53F6.